# Parque Kasai Rinkai
El parque Kasai Rinkai (葛西臨海公園 Kasai Rinkai Kōen en japonés) es un parque en Edogawa (Tokio), Japón que abrió oficialmente el 1 de junio de 1989.

## Atracciones
El parque incluye un santuario de aves inaugurado en 1994 y el acuario Tokyo Sea Life Park. Fue construido en tierras ganadas al mar, incluyendo dos islas artificiales, una torre de observación y un hotel. Es el segundo parque más grande en los 23 barrios de Tokio, detrás del parque Mizumoto. También posee una noria llamada Diamond and Flower Ferris Wheel inaugurada en 2001, en días claro ofrece vistas de la bahía de Tokio, la prefectura de Chiba, Tokyo Disneyland y el Monte Fuji. Es la segunda noria más grande de Japón. El parque es muy popular durante periodo hanami de la primavera, particularmente cuando florecen los cerezos.
Alrededor de un tercio del parque está ocupado por un santuario de aves, con un centro que brinda información sobre las especies albergadas. El parque también tiene dos playas en islas artificiales. La isla oeste está conectada a tierra por el puente Kasai Nagisa y es un lugar popular para la recreación, estas playas fueron inauguradas en 2015, siendo las primeras playas en Tokio desde que estas fueran clausuradas en 1960 debido a la contaminación. La isla este está cerrada al público ya que funciona como parte del santuario de aves y sitio Ramsar desde 2018.
El parque ha sido elegido como sede de piragüismo en eslalon en los Juegos Olímpicos de Tokio 2020, para ello, se llevó a cabo la construcción de un canal artificial de aguas bravas, el primero en todo Japón. El sitio original designado para su construcción, había sido criticado por ambientalistas quienes afirmaban dañaría el área. Su construcción finalizó en 2019, con un costo de 7 mil millones de yenes.

## Galería

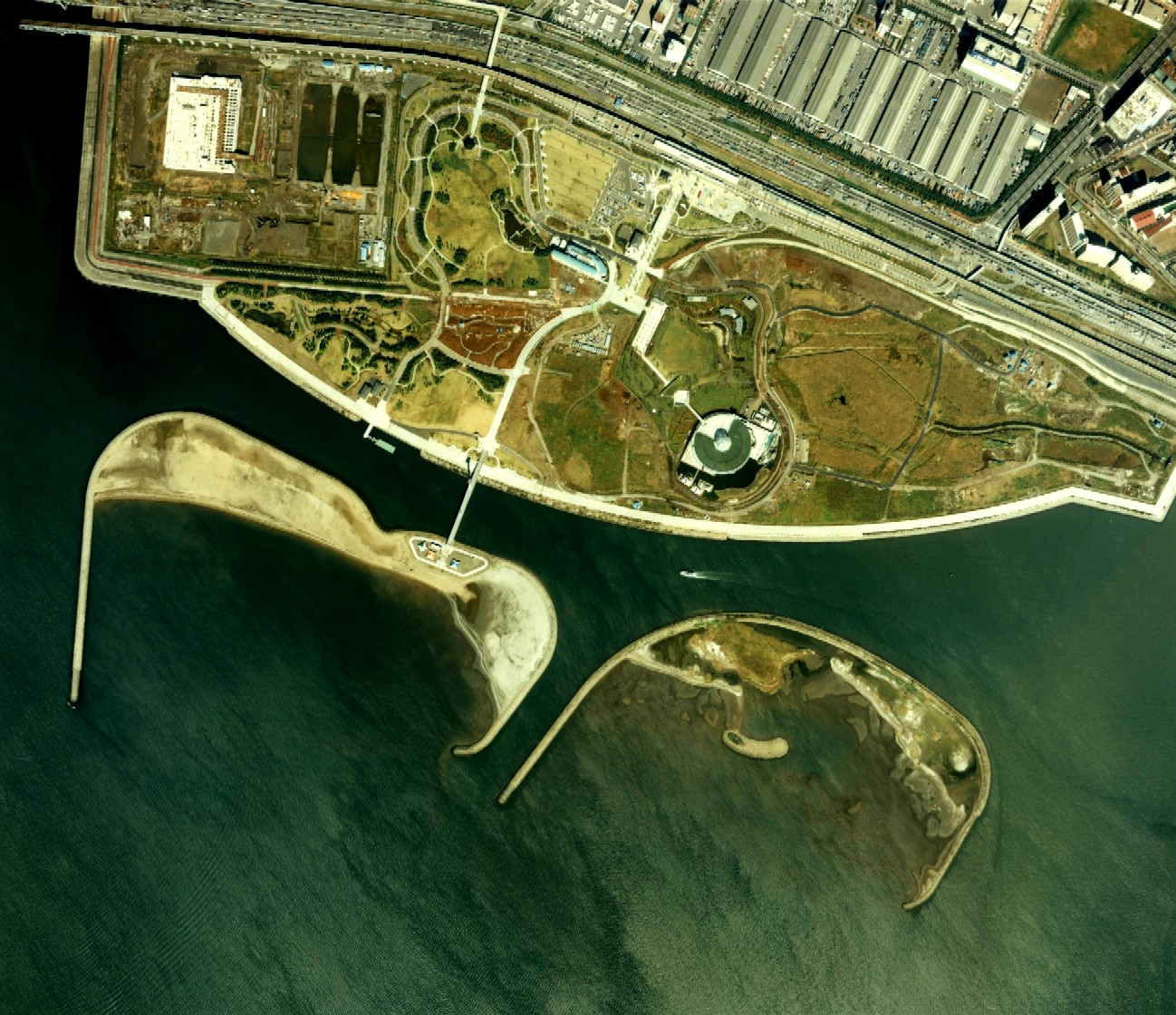
Imagen satelital del parque tomada en 1989.
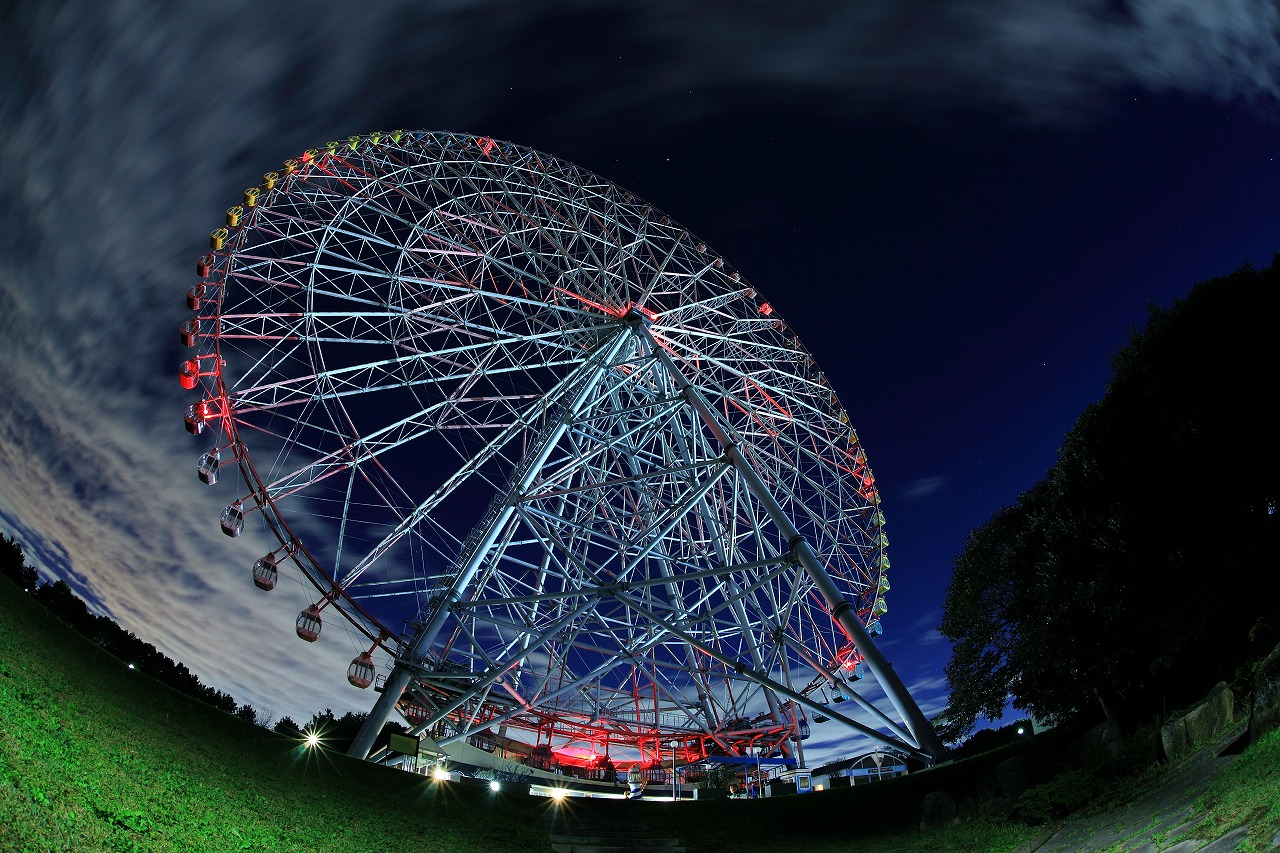
Noria del parque.
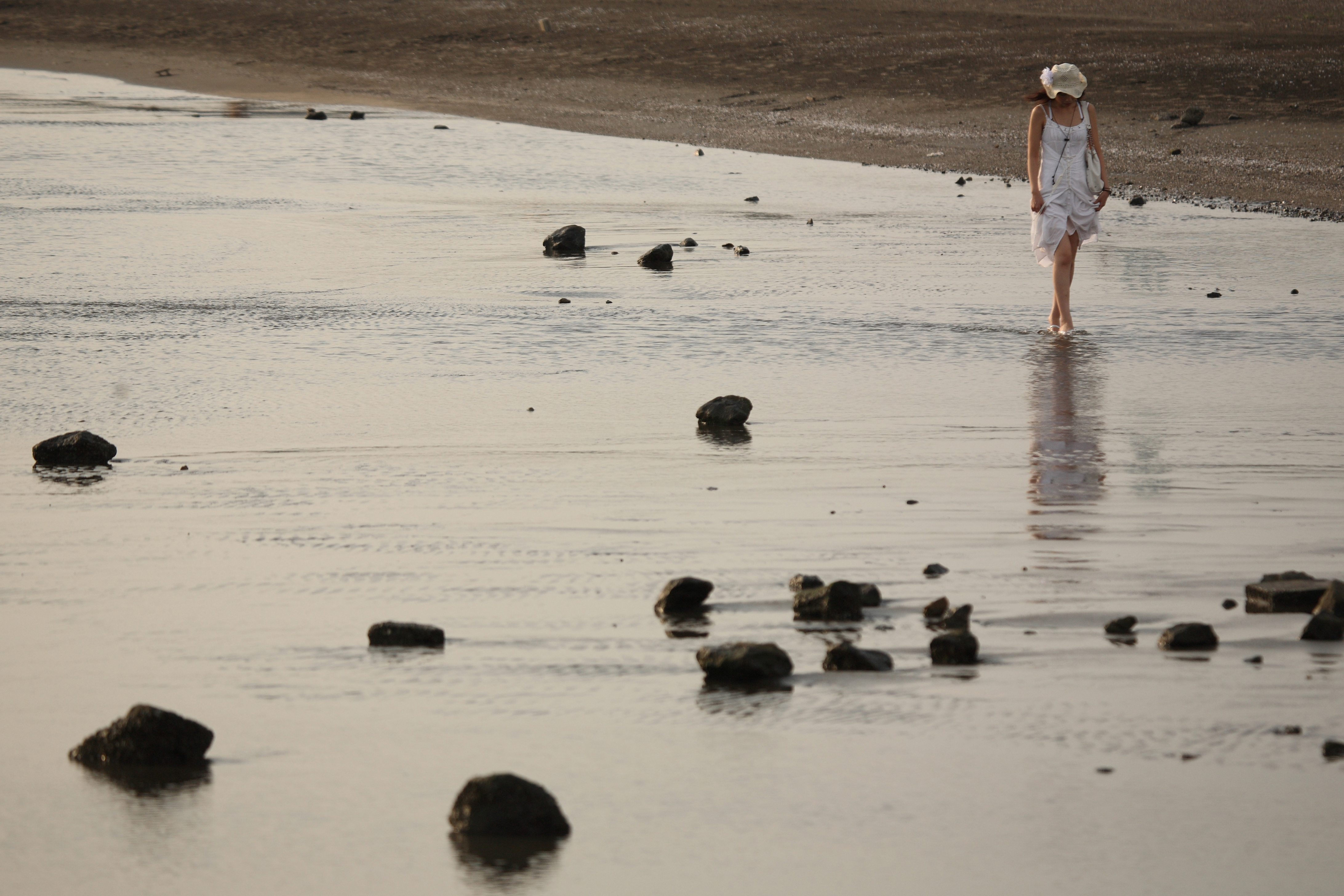
Playa del parque.
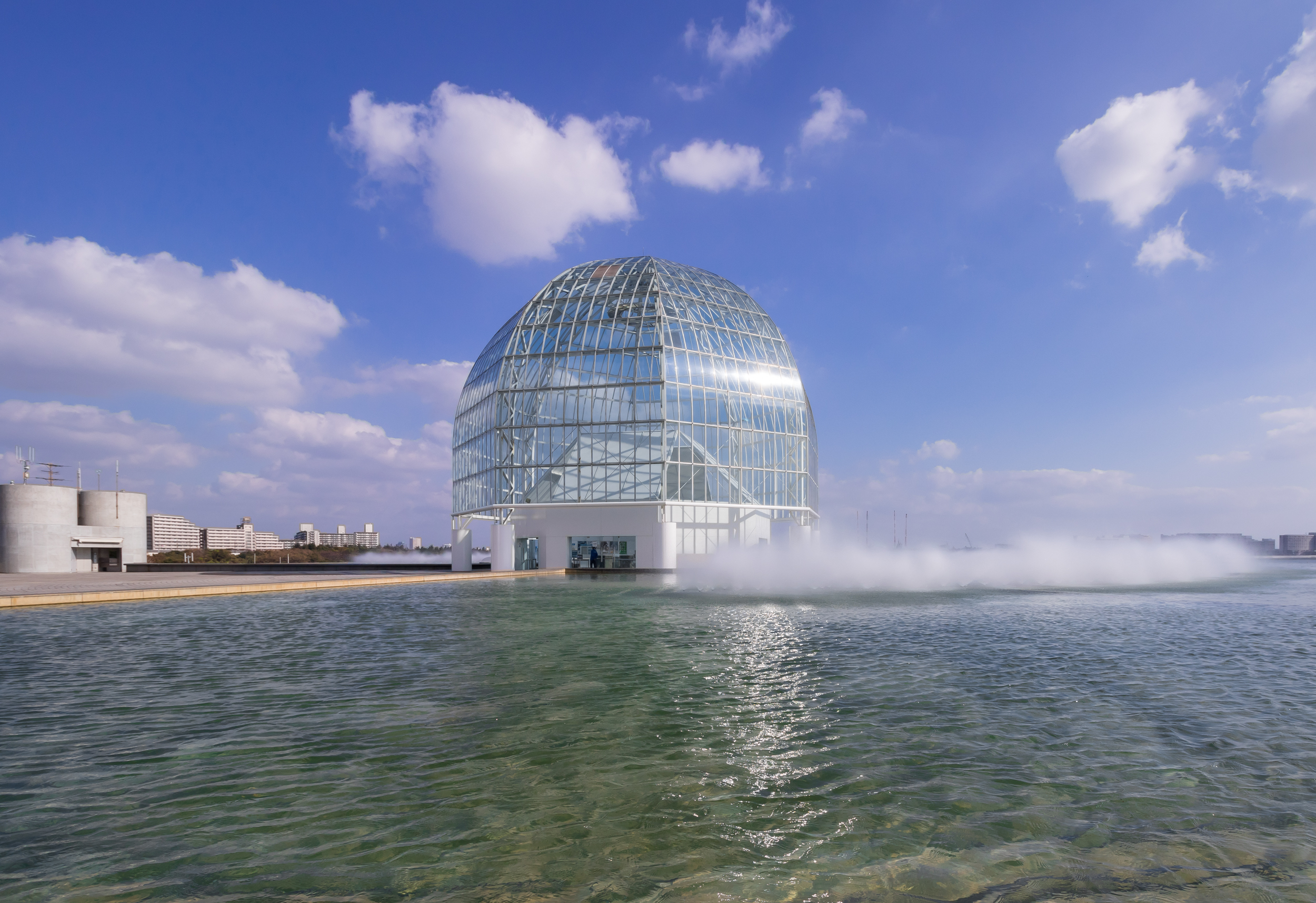
Acuario.
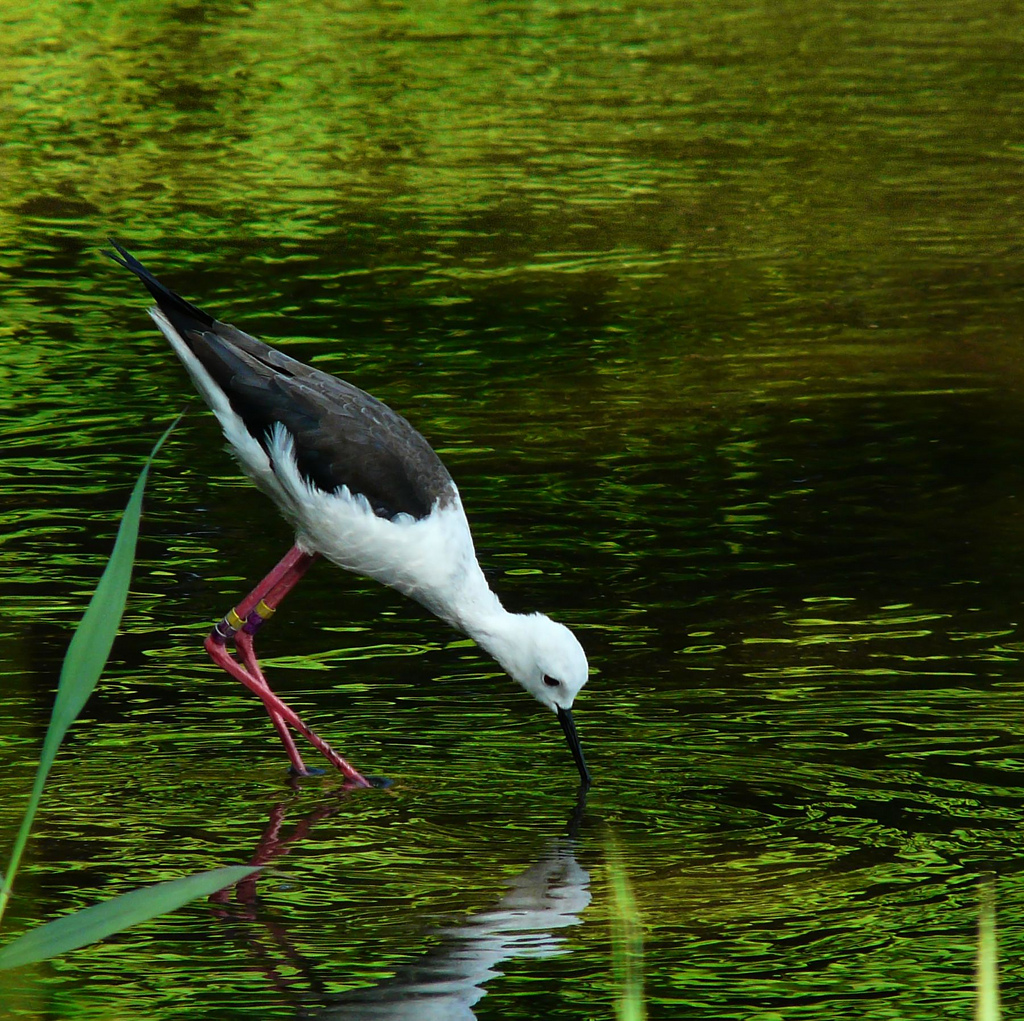
Cigüeñuela común en el parque.